# Teatro Ivo Chiesa
Il Teatro Ivo Chiesa, fino al 2004 Teatro della Corte, è un teatro italiano con sede a Genova. È la sede del Teatro Nazionale di Genova e dell'accademia drammaturgica dello stabile.

## Storia

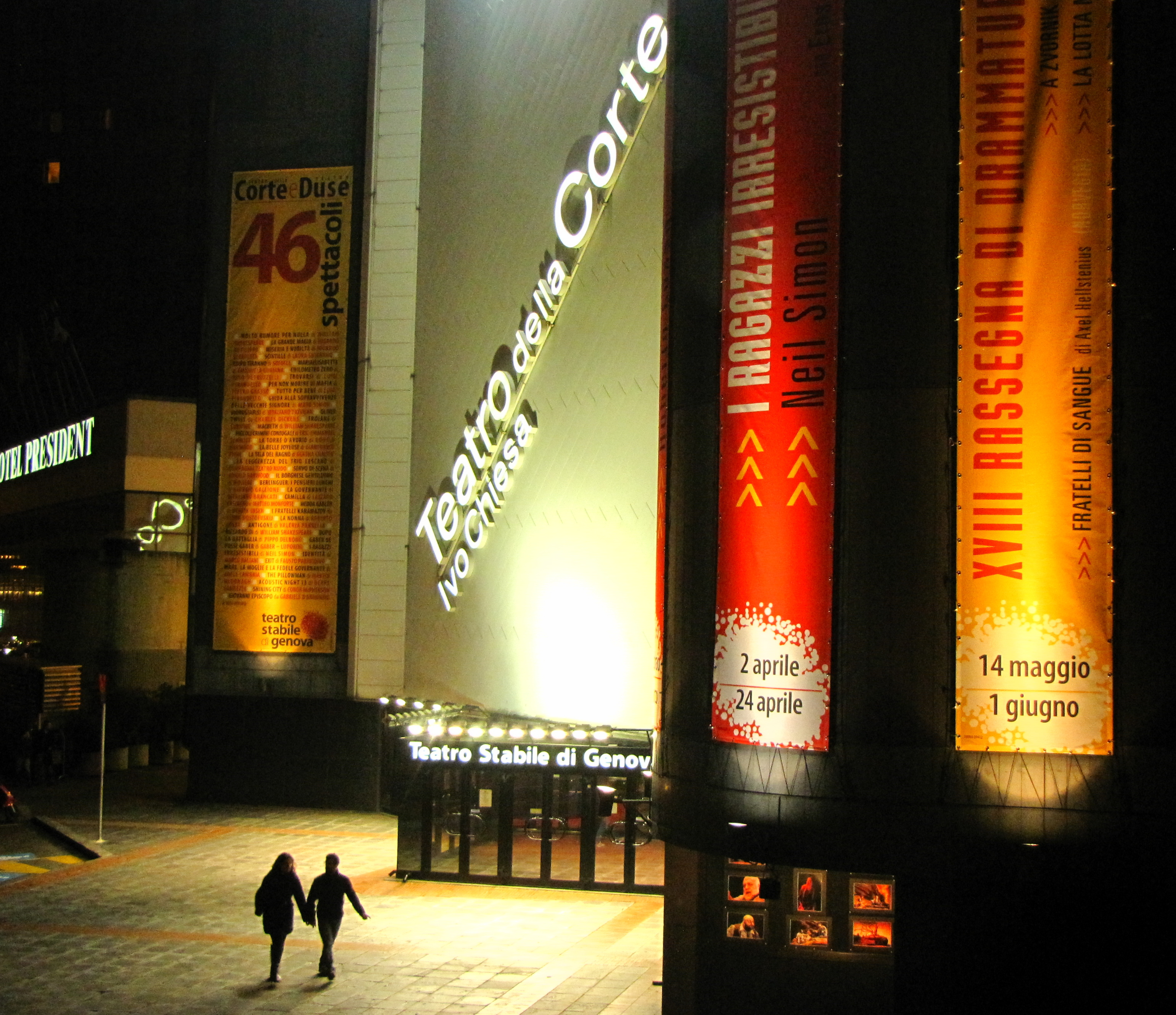
Il teatro in una fotografia serale

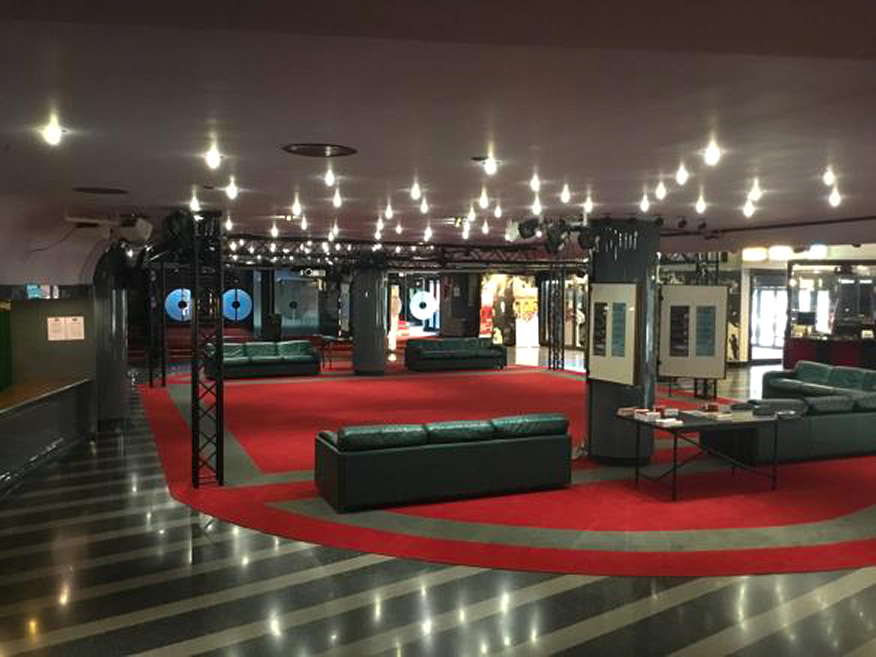
Gli ingressi del teatro

A poca distanza dalla stazione di Genova Brignole e piazza della Vittoria, fra il 1987 e il 1990 venne edificato un moderno centro direzionale, conosciuto col nome di Corte Lambruschini e situato nel quartiere di Borgo Pila. Progettista del complesso fu l'architetto Piero Gambacciani. All'interno di questo complesso venne fondato un nuovo teatro per la città, composto da un grande spazio scenico con una capienza di quasi mille posti.
L'inaugurazione si tenne il 4 giugno 1991 con Mille franchi di ricompensa di Benno Besson, dal testo di Victor Hugo.
Nel 2000 venne installato all'interno del teatro un ulteriore spazio ad anfiteatro e gradinate, chiamato Piccola Corte, con una capienza attorno ai 250 posti, generalmente montato sul palcoscenico principale per la messa in scena della rassegna di drammaturgia contemporanea.
Nel 2004 il teatro è stato intestato a Ivo Chiesa, direttore dello stabile dal 1955 al 1999, incarico condiviso con Luigi Squarzina nel decennio 1965-75.
Nel medesimo edificio ha sede l'accademia, gli uffici del Teatro Nazionale, una sale prove, una libreria e altri spazi.

## Descrizione
Con un volume 41000 m³, un palcoscenico di 900 mq, e una capienza di 976 posti, è tra i principali teatri di prosa d'Italia.